# Анчартед: На картах не значится
«Анча́ртед: На ка́ртах не зна́чится» (англ. Uncharted) — американский приключенческий боевик, снятый Рубеном Флейшером по сюжету Рейфа Джадкинса, Джона Розенберга и Марка Уокера и по сценарию Рейфа Джадкинса, Арта Макрума и Мэтта Холлоуэя. Фильм рассказывает историю происхождения Нейтана Дрейка, главного героя серии видеоигр Uncharted, созданной компанией Naughty Dog. Главные роли в фильме исполнили Том Холланд, Марк Уолберг, София Тейлор Али, Тати Габриэлле и Антонио Бандерас.
Компания Sony Pictures Releasing планировала выпуск фильма в кинотеатрах США на 16 июля 2021 года в формате IMAX на 70 мм киноплёнке, но в январе того года релиз был перенесён на 10 февраля 2022 года. Фильм получил смешанные отзывы критиков, которые распекли сценарий, актёрский состав и отсутствие оригинальности, а также проводили неблагоприятные сравнения с видеоиграми, хотя актерская игра Холланда получила некоторые похвалы. В мировом прокате фильм собрал $ 401 млн, сиквел уже находится в разработке.

## Сюжет
Нейтан Дрейк (Том Холланд) и его старший брат Сэм — воспитанники бостонского католического сиротского приюта — увлекаются историями о сокровищах путешественников и пиратов, считая себя вероятными потомками английского капитана Фрэнсиса Дрейка. Вдвоём они проникают на выставку, где хранится карта первого кругосветного плавания Магеллана. Сэм рассказывает Нейту, что на самом деле Магеллан его не завершил. При попытке кражи карты братьев ловит полиция. Сэма готовятся арестовать, однако он, успев попрощаться с Нейтом и пообещав, что однажды заберёт его из приюта, убегает, чтобы не сесть в тюрьму.
Спустя 10 лет Нейт работает барменом, подворовывая ювелирные украшения у богатых посетителей. Сэм тем временем так и не вышел на связь вживую с Нейтом. Единственная связь Нейта с ним — открытки, которые Сэм изредка присылает брату. В баре с ним знакомится искатель сокровищ Виктор «Салли» Салливан (Марк Уолберг). Он даёт Нейтану свою визитку, обещая интересное дело. Нейт приходит по адресу, чтобы забрать у него украденный им браслет, который Нейт похитил у посетительницы бара, и Салли посвящает его в свой план: Магеллан умер на Филиппинах раньше, чем завершил кругосветное путешествие, и оно было продолжено его последователем, а награбленное в экспедиции золото было утеряно. Поначалу Нейт отказывает в помощи Салли в поисках потерянного золота, но позже, поразмыслив над тем, что есть вероятность вместе с золотом найти и брата, передумывает.
Для поиска подсказок необходимы два ключа, одним из которых уже владеет Салли, а второй будет выставляться на аукционе в Бостоне. На ключ претендует также Сантьяго Монкада (Антонио Бандерас) — наследник богатого испанского рода, финансировавшего в своё время экспедицию Магеллана, и нанятая им наёмница Джоан Брэддок (Тати Габриэлле), в прошлом работавшая с Салли. Салли признаётся Нейту, что он выбрал его на это дело потому, что был знаком с его братом Сэмом, и тот оставил Нейту подсказки, как найти сокровище, а сам погиб от руки Брэддок.
В ходе операции Нейту и Салли удается забрать ключ, и они отправляются в Барселону, где к ним присоединяется Хлоя Фрейзер — помощница Салли в поисках золота. Подсказки Магеллана указывают на то, что золото находится в Барселоне под собором Санта-Мария-дель-Пи, но троица находит только бочки с солью. Всё же, в одной из них обнаруживается карта, указывающая на филиппинский остров, которую и крадёт Хлоя, пригрозив Нейту пистолетом и вырубив его, тем самым предав их двоих. Позже выясняется, что Хлоя также работает на Монкаду: они вылетают на Филиппины, однако Брэддок предаёт Монкаду и убивает его, переманивая его людей работать на себя. Хлоя вынуждена бежать, и ей помогает Нейт, пробравшийся на самолёт Монкады вместе с Салли. Салли выпрыгивает из самолёта раньше, а Нейт вместе с Хлоей добираются до берега, где анализируют открытки, которые Сэм посылал Нейту в течение 10 лет. Нейт находит подсказку и реальные координаты сокровища, а Хлое оставляет ложные координаты, так как до него дошло, что ей не стоит доверять.
Нейт находит местоположение кораблей экспедиции Магеллана, а в процессе поисков золота к нему присоединяется Салли. Они находят искомое, но их выслеживает экспедиция Брэддок. Салли успевает набить рюкзак золотом и угнать один из грузовых вертолётов Брэддок, подцепивших корабли экспедиции Магеллана, но сама Брэддок не намерена сдаваться. Салли пришлось пожертвовать рюкзаком, скинув его на Брэддок, чтобы вытащить Нейта. Брэддок падает в воду и прямо на неё падает корабль. Улетая, в воздухе Нейт и Салли видят Хлою, мчащуюся на катере. Она понимает, что Нейт обманул её. Салли расстроенно говорит, что теперь сокровища в рюкзаке и в самом корабле принадлежат правительству Филиппин, однако Нейт приободряет друга, показывая золото, припрятанное им в карманы. Финальная сцена перед титрами — Салли и Нейт улетают в закат на фоне утопающего корабля.
В первой сцене после титров некий человек в тюрьме подписывает Нейту очередную открытку, аналогичную тем, которые присылал его брат Сэм.
Во второй сцене после титров Нейт в одном из баров пытается договориться с Гейджем (Пилу Асбек), чтобы обменять своё фамильное кольцо на старую карту нацистов. Гейдж обманывает его, забрав кольцо и не отдав карту, а на Нейта наставляют оружия боевики Гейджа, однако Нейта из западни в последний момент спасает Салли, приказав им опустить оружие. На выходе из бара их вновь настигла подстава. На этом сцена обрывается.

## В ролях
- Том Холланд — Нейтан «Нейт» Дрейк: молодой охотник за сокровищами, считающий себя потомком знаменитого английского пирата сэра Фрэнсиса Дрейка[5]
- Марк Уолберг — Виктор «Салли» Салливан: единомышленник Дрейка в деле поиска сокровищ, его наставник и человек, к которому Дрейк относится как к отцу[6]
- София Тейлор Али[7] — Хлоя Фрейзер[англ.], искательница сокровищ, сподвижница Нейта и Салли
- Антонио Бандерас[7]— Сантьяго Монкада, охотник за сокровищами из богатой и влиятельной семьи. Второй антагонист фильма
- Тати Габриэлле[7] — Джоан Брэддок, киллер, нанятая Монкадой. Главная антагонистка фильма
- Тирнан Джонс — юный «Нейт»
- Руди Панкоу — юный Сэмюэл «Сэм» Дрейк
- Нолан Норт[8] — отдыхающий на шезлонге
- Пилу Асбек — Гейдж
- Джорджия Гудман — Сестра Бернадетт
- Хесус Эвита — охранник музея
- Роберт Маазер — охранник аукциона
- Питер Ситон-Кларк — аукционист
- Пепе Балдеррама — Карлос
- Серена Посадино — Голди
- Алана Боден — Зои
- Патриша Миден — испанка в клубе
- Стивен Уоддингтон — шотландец Скотти, наёмник

## Производство

### Проработка
В 2008 году кинопродюсер Ави Арад заявил о том, что он работает с подразделением Sony над проработкой экранизации Uncharted. В ответ на вопрос, заданный Ричарду Лемарчанду, ведущему игровому дизайнеру Naughty Dog, о том, хотел бы он видеть экранизацию Uncharted, он ответил «без комментариев». С тех пор Columbia Pictures подтвердила, что фильм по Uncharted находится в разработке. Сначала сценаристами фильма должны были быть Томас Дин Доннелли и Джошуа Оппенхэймер, а продюсерами — Ави Арад, Чарльз Ровен и Алекс Гартнер. По состоянию на 30 июня 2009 года было подтверждено, что фильм по Uncharted прорабатывался уже в течение последних полутора лет. Нейтан Филлион выразил заинтересованность в том, чтобы сыграть Нейтана Дрейка, и начал в Twitter кампанию с целью побудить фанатов поддержать его в этом начинании. В августовском интервью 2010 года Naughty Dog рассказали изданию PlayStation University о том, насколько они действительно близки к разработке фильма, и что они доверяют всем тем, кто над ним работает.
8 октября 2010 года Дуг Белград и Мэтт Толмач, сопрезиденты Columbia Pictures, объявили о том, что Дэвид Расселл должен был написать сценарий и срежиссировать фильм в жанре приключенческого боевика, основывающегося на первой игре в серии. Продюсировать фильм должны были Ави Арад, Чарльз Ровен и Алекс Гартнер. После просмтра фильма Расселла «Боец» к нему обратился поклонник серии Uncharted, который спросил, рассматривал ли он Нейтана Филлиона на роль Нейтана Дрейка в предстоящем фильме из-за большого количества просьб дать Филлиону исполнить эту роль. Расселл не был осведомлён об интересе к Филлиону и о том, кем он был, и, видимо, по-быстрому отклонил эту идею.
24 октября 2010 года MTV опубликовало интервью с Марком Уолбергом, в котором актёр рассказал о своём участии в экранизации популярной медиафраншизы. Он сказал о том, что Расселл в настоящее время пишет сценарий и был взволнован тем, что у него припасено для этой истории, надеясь снимать фильм в середине 2011 года: «Я очевидно буду во всём том, что Дэвид хочет делать, но замысел просто зашкаливающий: Робер Де Ниро — мой отец, Джо Пеши — мой дядя. Это не будет вялая версия [игры], это уж точно.» 26 мая 2011 года стало известно о том, что Расселл выбыл из проекта для того, чтобы снимать фильм «Мой парень — псих». 6 июля издание Variety сообщило о том, что Нил Бёргер заступил на место Расселла. Бёргер получил предложение после того, как студия и продюсеры Ави Арад, Чарльз Ровен и Алекс Гартнер прониклись его новым ви́дением фильма. Бёргер высказался по поводу фильма в июле, сказав следующее:

Мы переписываем сценарий заново, и я прямо сейчас буквально врываюсь во всё это, собираясь закрыть сделку и соскочить. До тех пор, пока сценарий не написан, вы никогда не знаете, кто будет играть в нём, а кто нет. Но есть множество хороших актёров, которые даже выглядят как Нейтан Дрейк и которые могли бы его сыграть. Я люблю этот проект, я думаю, что это — большое приключение, и это — дикая безумная скачка… игра есть, и фильм будет. Я считаю, это очень здоровский персонаж, Нейтан — немного ловкач, пробивной чел, знает своё дело, дерзкий … всё это здорово. Несомненно. И потом, знаете ли, нужно делать то, что фильм также делает лучше всего… выстраивать что-нибудь крутое, связанное с игрой, а затем превращать это в фильм. Да, в этом и будет равновесие, это очень здоровское приключение, и это просто вопрос заимствования очень крутого интенсивного наполнения [игры], которое будет работать на сюжет фильма, и надо убедиться в том, что история подхватывает эти элементы и также заставляет нас по-настоящему чувствовать связь с персонажем.
Оригинальный текст (англ.)We're re-writing the script from scratch, and I'm just jumping into that literally right now, about to close the deal and leap off. Until the screenplay is written you never know who's going to be acting in it or not. But there are a lot of good actors out there who even look like Nathan Drake and who could do it. I love the project, I think it's a great adventure and it's a wild insane ride ... the game is and the movie will be. I mean it has pretty great character at its core, Nathan is a bit of a con man, a hustler ... knows his stuff, ballsy..it's great. Absolutely. And then you know you have to do what a movie does best, as well ... build on what's cool about the game and then make it into a movie. Yeah there will be (balance) in this one, this one is a very great adventure, and it's just a matter of pulling out the the very cool intense stuff that works for the film story, and making sure the story supports those elements and also makes us really connected to the character.

23 августа 2012 года Бёргер выбыл из проекта для работы над фильмом «Дивергент», и студия наняла супружескую чету Марианну и Кормака Уибберли для того, чтобы переписать сценарий фильма. Сет Роген и Эван Голдберг в интервью изданию IGN сказали о том, что их много раз просили написать сценарий фильма, но они всегда отказывались. 4 февраля 2014 года издание Deadline сообщило о том, что Сет Гордон будет режиссировать фильм, а последнюю версию сценария написал Дэвид Гуггенхайм. Создание фильма должно было начаться в начале 2015 года. Первоначально выпуск фильма был намечен на 10 июня 2016 года. 12 ноября 2014 года студия наняла Марка Боала в качестве нового сценариста фильма. После Уолберга Крис Прэтт вёл переговоры о том, чтобы сыграть Нейтана Дрейка, но, по сообщениям, отказался от этого предложения. 24 июня 2015 года Сет Годрон покинул проект для того, чтобы работать над фильмом «Спасатели Малибу».
В апреле 2015 года сценарий, написанный Дэвидом Гуггенхаймом, был разглашён из-за взлома серверов Sony Pictures. 5 августа 2015 года компания Sony Pictures Entertainment перенесла дату выпуска фильма обратно на 30 июня 2017 года. Актёр озвучания Нолан Норт, озвучивающий Нейтана Дрейка в компьютерных играх, в интервью изданию Game News Official заявил, что считает, что фанаты не хотят фильм. Чарльз Ровен рассказал изданию Collider, что то, над чем они работают, было весьма захватывающим, что был режиссёр, которого на тот момент не было у них в проекте, но они были не готовы отдать за него свой голос, до тех пор пока они действительно не будут к этому готовы. В апреле 2016 года Нил Дракманн, который работал над предыдущими играми серии Uncharted, сказал о том, что самым важным аспектом фильма являются взаимоотношения персонажей.
29 июля 2016 года издание Variety сообщило о том, что Джо Карнахан пишет черновик сценария фильма. 1 сентября 2016 года фильм был удалён из расписания релизов компании Sony из-за того, что у него не было режиссёра или актёрского состава, тем не менее Sony продолжала продвигать этот фильм. 25 октября 2016 года было объявлено о том, что режиссировать фильм будет Шон Леви. Карнахан заявил изданию Collider о том, что они с Леви хорошо ознакомлены с игрой, и поэтому усердно работали над тем, чтобы правильно подобрать персонажей. Съёмки фильма должны были начаться в начале 2017 года. В начале января 2017 года Карнахан выпустил фотографию в своём Instagram для того, чтобы показать, что сценарий фильма закончен. Том Холланд будет играть молодого Нейтана Дрейка, а сам фильм является предысторией к играм. Позже был к работе над фильмом был привлечён телесценарист Рэйф Джадкинс для того, чтобы переработать сценарий. 19 декабря 2018 года было объявлено о том, что Леви выбыл из проекта для того, чтобы работать над фильмом «Главный герой».
14 января 2019 года издание Variety сообщило о том, что Дэн Трахтенберг подписался на режиссирование фильма. В июне 2019 года издание The Hollywood Reporter подтвердило, что выход фильма намечен на 20 декабря 2020 года с Томом Холландом, играющим Дрейка. 22 августа 2019 года издание Deadline сообщило о том, что Дэн Трахтенберг покинул проект, и что фильм должен быть запущен в производство в начале 2020 года. Фильм станет первым полнометражным производством студии PlayStation Productions, принадлежащей компании Sony. 27 сентября 2019 года издание The Hollywood Reporter сообщило о том, что Трэвис Найт будет режиссировать фильм. В ноябре Уолберг вернулся в проект для того, чтобы напару с Холландом сыграть одну из главных ролей — роль Виктора Салливана. В декабре 2019 года Найт покинул проект из-за невозможности согласовать съёмочное расписание с Холландом, в результате чего фильм лишился даты выпуска, установленной на 18 декабря 2020 года.

### Предпроизводство
В январе 2020 года Рубен Флейшер начал переговоры о том, чтобы заменить Найта в качестве режиссёра, при этом выпуск фильма был перенесён на 5 марта 2021 года. В феврале 2020 года было подтверждено, что Флейшер будет режиссёром фильма, а сюжет фильма будет служить предысторией к играм. Источником, на котором будет основываться сюжет фильма, будет выступать четвёртая часть серии под названием Uncharted 4: A Thief's End. В марте Антонио Бандерас, София Тейлор Али и Тати Габриэлле присоединились к актёрскому составу фильма, а Арт Макрум и Мэтт Холлоуэй представили новый сценарий.

### Съёмки
Съёмочный период начался 16 марта 2020 года, и начался он со съёмок в областях, находящихся вокруг Берлина. Ожидалось, что производство фильма будет происходить на Babelsberg Studio, но позднее оно было перенесено в Испанию. Съёмки фильма были прекращены в середине марта 2020 года из-за разразившейся пандемии COVID-19. Считалось, что съёмки возобновились 15 июля 2020 года, однако представитель Sony подтвердил ресурсу IGN, что на данное время производство фильма всё ещё не возобновлено, и что в настоящее время они находятся на стадии приготовлений и надеются вскоре его начать. Производство фильма возобновилось 20 июля 2020 года в районах вокруг Германии с соблюдением требований социального дистанцирования и ношения масок на съёмочной площадке и за её пределами. Съёмки фильма завершились в октябре 2020 года.

## Маркетинг
В мае 2020 года Sony заключила рекламное соглашение с компанией Hyundai Motor Group на показ в фильме её новых моделей и технологий. 21 октября 2021 года вышел первый трейлер фильма, а 23 декабря того же года — второй трейлер.

## Выход
Компания Sony Pictures Releasing наметила выпуск фильма в США на 16 июля 2021 года в формате IMAX на 70 мм киноплёнке. Первоначально выпуск фильма был намечен на 10 июня 2016 года, но потом был отложен на 30 июня 2017. Позже фильм отложили на 18 декабря 2020 года, а затем, после ухода Найта, на 5 марта 2021 года. В дальнейшем выпуск фильма был перенесён на 8 октября 2021 года, после того как из-за пандемии COVID-19 на 5 марта 2021 года был перенесён выпуск фильма «Охотники за привидениями: Наследники». Далее выпуск фильма перенесли на 16 июля 2021 года, хотя первоначально в этот день собирались выпустить продолжение фильма «Человек-паук: Вдали от дома». В октябре 2021 года Sony Pictures объявила что фильм «Анчартед: На картах не значится» выйдет в кинотеатрах 10 февраля 2022 года. Фильм остался в российском прокате несмотря на вторжение России на Украину, после которого Россию покинули многие голливудские киностудии.

## Реакция

### Кассовые сборы
По состоянию на 9 марта 2022 года «Анчартед: На картах не значится» собрал $147,6 млн в США и Канаде и $253,1 млн на других территориях, в общей сумме собрав $400,8 млн по всему миру. В результате фильм стал 5-м самым кассовым фильмом по мотивам видеоигры во всем мире. Фильм занял первое место в прокате на всех рынках, включая Великобританию ($6,4 млн), Россию ($4,5 млн) и Испанию ($3,5 млн). Кассовые сборы фильма были относительно лучше, чем у фильмов Marvel Studios «Чёрная вдова» (2021), «Шан-Чи и легенда десяти колец» (2021) и «Вечные» (2021). За первую полную неделю проката фильм собрал $139 млн долларов. За вторую неделю проката фильм собрал 223,4 млн долларов. В России сборы фильма превысили 1,3 млрд руб., по этим показателям фильм обошёл «Варкрафт» и стал самой кассовой экранизацией игры.

### Отзывы критиков
На агрегаторе рецензий Rotten Tomatoes «рейтинг свежести» фильма составляет 40 % на основе 263 отзывов критиков, со средней оценкой 5,3/10. Общее мнение сайта гласит: «Многообещающий актёрский состав, но вводящее в заблуждение название, „Анчартед“ использует исходный материал бестселлера для создания разочаровывающего эхо лучших приключенческих фильмов». На сайте Metacritic у фильма 45 баллов из 100 на основе мнения 44 критиков, что означает «смешанные или средние отзывы».
Питер Брэдшоу из The Guardian описал фильм как «эффектная, бездушная голограмма фильма», поставив фильму 2 балла из 5. Кларисса Лафри из The Independent также поставила фильму 2 балла из 5, раскритиковав кастинг и сценарий: «На самом деле, многое в „Анчартед“ кажется бессистемным или недостаточно продуманным». В статье для Empire Ник де Семлин распек диалоги между Холландом и Уолбергом, посчитав их слабыми по сравнению с диалогами в видеоиграх, и назвал Бандераса «бесцветным злодеем». Дэнни Ли из Financial Times отметил, что «фильм кажется напряжённым и безрадостным, даже когда он перекликается с любимыми фильмами», такими как «Индиана Джонс: В поисках утраченного ковчега» (1981) и «Полицейская история» Джеки Чана.